# Voci notturne
Voci notturne è una miniserie televisiva scritta da Pupi Avati e diretta da Fabrizio Laurenti, trasmessa da Rai 1 in 5 puntate a partire dal 24 settembre 1995, oggi considerata un cult  dagli appassionati del genere. Su Nocturno ha avuto una recensione di 5/5, il massimo.

## Trama
(Incipit della miniserie)
Viene ritrovato il cadavere di un giovane annegato nel Tevere. L'indagine di polizia per accertare l'identità del morto e le modalità del decesso (non si capisce all'inizio se si tratti di suicidio od omicidio) s'intreccia a una torbida storia di scandali e corruzione che ha implicato, oltre al padre del giovane annegato, alcuni politici e magistrati. Il procuratore incaricato delle indagini sospetta che la morte di Giacomo Fiorenza (questo il nome del defunto, anche se durante tutta la vicenda ci sono dubbi che il cadavere ritrovato sul greto del Tevere sia proprio il suo) sia una rappresaglia da parte di personaggi potenti implicati nello scandalo; di diversa opinione Stefano, il miglior amico di Giacomo, come lui studente di architettura, che sospetta trattarsi in realtà di un vero e proprio sacrificio umano celebrato da una setta esoterica.
Questa tesi è accreditata anche dal fatto che si scopre dagli esami autoptici che Giacomo prima di morire è stato circonciso a fini purificatori e legato, e che sui legacci gli è stato spalmato il garum, una salsa più o meno liquida dell'epoca degli antichi romani; inoltre nello stomaco gli vengono trovati alcuni semi di silfio, pianta ormai estinta che in passato era utilizzata per le esigenze più disparate, mediche e no (come anche in qualche misura lo stesso garum).
Alla vicenda poliziesca, complicata da un'indagine portata avanti negli Stati Uniti da un investigatore privato, Mario Fedrigo, incaricato dal Consolato italiano a Saint Louis di rintracciare Emily Cohen, una giovane ebrea americana con cui Giacomo aveva una storia, si aggiunge la trama esoterica: questa ruota attorno a due figure misteriose, la ricca e affascinante Maria Valover, che negli anni Trenta e Quaranta era al centro di un gruppo di artisti e intellettuali, e il suo amante Norberto Sinisgalli, studente di architettura negli anni prima della seconda guerra mondiale e appassionato di esoterismo.
Giacomo e Stefano erano arrivati al Sinisgalli ritrovando casualmente alcune sue carte in un ripostiglio della Facoltà di Architettura: una vasta documentazione legata a riti magico-religiosi della Roma arcaica, celebrati annualmente dal pontifex maximus sul pons Sublicius, il più antico ponte di Roma. I riti culminavano nel sacrificio di alcuni prigionieri di guerra, legati e gettati nel Tevere per ingraziarsi gli dèi. Proprio dalle carte del Sinisgalli era nata la ricerca che conducevano insieme i due studenti, e Stefano si rende conto ben presto che sapere di Sinisgalli e delle sue ricerche è estremamente pericoloso.
Sinisgalli infatti, durante la seconda guerra mondiale, aveva carpito la fiducia di ricche famiglie ebraiche, facendosi intestare i loro beni con la promessa di restituirli dopo la vittoria degli alleati; gli ebrei benestanti si fidavano di lui perché era anch'egli di ascendenza ebraica, ma ne sarebbero stati puntualmente denunciati ai nazisti e quindi deportati nei lager. Questo aveva consentito a Sinisgalli di accumulare un'enorme fortuna; le tracce di tale peraltro misterioso personaggio si perdono però poco prima dell'entrata alleata a Roma. Le voci più diverse circolano sul suo destino: ucciso per vendetta, fuggito all'estero, o forse ancora in Italia sotto falso nome, coperto da un'identità comprata con le sue ricchezze. Qualcuno sospetta addirittura che sia entrato in politica e oggi ricopra una carica prestigiosa.
Ulteriori complicazioni si verificano quando, dagli Stati Uniti, giungono a casa Fiorenza alcune misteriose telefonate in tarda serata nelle quali lo stesso Giacomo Fiorenza contatta i genitori. Ma, se Giacomo è morto, chi sta facendo queste stranissime chiamate intercontinentali?
Gli inquirenti grazie al coinvolgimento di amici e familiari, studiosi di architettura, musicologia, antichi riti esoterici, che malgrado i fallimenti e le false piste e a costo di personali problemi o sofferenze o perdite paiono non demordere, giungono a un passo dalla scoperta di una verità inquietante e indicibile.
Malgrado le più approfondite ricerche, di Norberto Sinisgalli non si è trovata fino ad oggi traccia alcuna. Sappiamo che può celarsi ovunque»
(explicit della miniserie)

## Repliche e censure
La programmazione della prima messa in onda fu abbastanza travagliata. La prima puntata risale a domenica 24 settembre 1995, alle 20.40. La seconda fu regolarmente trasmessa la domenica dopo, il primo ottobre, ma già dalla puntata seguente iniziarono i problemi. Infatti, l'8 ottobre, la terza puntata venne posticipata alle 22.30 per dare spazio alla partita di calcio Croazia - Italia. Agli ascolti (già non brillantissimi per uno sceneggiato considerato "troppo avanti") fu infine dato il colpo di grazia: il 15 ottobre, in occasione della quarta puntata, a seguire e quindi in seconda serata, fu trasmessa anche la quinta e ultima. Così facendo, molti telespettatori, che a fronte del non agevole orario di messa in onda avevano programmato la videoregistrazione per una sola puntata, non riuscirono a vederne la conclusione. La serie fu replicata solo dieci anni dopo, nel dicembre 2009, quando tornò in onda all'interno del contenitore Rai Notte su Rai 2.
La serie è stata in seguito rivalutata e ritrasmessa più volte, prima su Rai Premium nell'agosto 2013 e nell'agosto 2015, poi nel 2016 e nel 2019 è passata su Rai 1 in orario notturno. È disponibile, nella versione "censurata", sul canale digitale Rai Play.
Le repliche, infatti, differiscono per alcuni particolari rispetto alla trasmissione originaria. Per una scelta editoriale, si è scelto infatti di omettere qualsiasi riferimento alla cosiddetta "Società Teosofica per il ritorno dello Spirito Originario". Tale scelta ha comportato l'omissione di alcuni passaggi in varie scene nella terza e quarta puntata, lasciando però un esplicito riferimento alla Società Teosofica nella quinta (probabilmente il taglio avrebbe reso incomprensibile la scena).
Lo sceneggiato non ha un supporto home video ufficiale.